# Pontaralia relicta
Pontaralia relicta är en plattmaskart som beskrevs av Beklemischev 1927. Pontaralia relicta ingår i släktet Pontaralia och familjen Koinocystididae. Inga underarter finns listade i Catalogue of Life.